# Gong Festival
Il Gong - Rock in Progress Festival, abbreviato Gong Festival, è un festival musicale interamente dedicato al rock progressivo che si svolge a Reggio Emilia.
Nell'arco delle sue edizioni, il festival ha riunito alcuni dei gruppi più significativi della scena del nuovo rock progressivo nazionale e internazionale, diventando tra le più rappresentative manifestazioni italiane del genere, e facendo conoscere il festival all’estero.
L'organizzazione del festival è curata da Distilleria Music Factory che Gigi Cavalli Cocchi ha creato insieme a Cristiano Roversi (Moongarden, John Wetton Band e The Watch), attiva anche come etichetta discografica.
All'interno del Festival si possono trovare spazi espositivi dedicati al rock progressivo italiano ed internazionale, banchi con CD, dvd, libri, fanzine ed etichette indipendenti.

## Storia
Il festival nasce nel 2004 a Reggio Emilia da un'idea di Gigi Cavalli Cocchi, (batterista di Luciano Ligabue, C.S.I., Clan Destino, Massimo Zamboni e Mangala Vallis), e si pone come vetrina di quel rock che pur prendendo le sue fonti di ispirazione nel rock colto dei primi anni settanta (dai Genesis ai King Crimson, dagli Area ai Soft Machine), prosegue il suo percorso di ricerca e di proposta tenendo fede ad una sola regola: “non avere regole”. Rock che è espressione di libertà compositiva e contaminazione e che si fonde con altri generi come l'elettronica, il Jazz, il Metal ed ogni forma di espressione musicale.
A novembre 2006 iniziò una parentesi indoor con il "marchio" Gong Festival, un progetto sperimentale per portare il rock progressivo nei club mediante appuntamenti mensili. L'evento si è svolto con tre serate in tre mesi al Club Klakson di Montecavolo a pochi chilometri da Reggio Emilia, terminando gli appuntamenti a gennaio 2007 dopo aver portato sul palco Arti & Mestieri, Mangala Vallis e The Watch.
Nel 2009 il festival si è spostato a Parma, ricevendo il patrocinio dell'Assessorato al Benessere e alla Creatività Giovanile del Comune di Parma, per poi trasferirsi ulteriormente a Bologna nel 2013, e tornare a Reggio Emilia nel 2016 al Campovolo.

## Artisti partecipanti
Elenco di alcuni gruppi italiani e internazionali, che si sono esibiti al Festival nel corso delle sue passate edizioni e nel progetto sperimentale del 2006/2007:
- Le Orme (Italia)
- The Tangent (Gran Bretagna)
- Anekdoten (Svezia)
- Arti & Mestieri (Italia)
- Lord of Mushrooms (Francia)
- Flamborough Head (Paesi Bassi)
- Moongarden (Italia)
- Plackband (Paesi Bassi)
- La Torre dell'Alchimista (Italia)
- Mangala Vallis (Italia)
- Accordo dei Contrari (Italia)
- Goad (Italia)
- Nosound (Italia)
- Prisma (Svizzera)
- Pineapple Thief (Gran Bretagna)
- Eclat (Francia)
- Fiaba (Italia)
- The Watch (Italia)
- Alex Carpani Band (Italia)
- Lazuli (Francia)
- Colster (Italia)
- David Rhodes (Gran Bretagna)
- C.C.L.R. (Italia)
- Gran Torino (Italia)
- Master Experience (Italia)